# أصيصي أنيق
أصيصي أنيق (الاسم العلمي: Chytridium elegans) هو نوع من الفطريات يتبع جنس الأصيصي من فصيلة الأصيصية.